# کوین استیت
کوین استیت (انگلیسی: Kevin Stitt) تدوین‌گر اهل ایالات متحده آمریکا است.
از فیلم‌ها یا مجموعه‌های تلویزیونی که وی در آن‌ها نقش داشته است، می‌توان به آخرین لحظه، تئوری توطئه، اسلحه مرگبار ۴، مردان ایکس، آخرین قلعه، جک ریچر، بدل‌ها، پادشاهی، کلاورفیلد، دنیای ژوراسیک، ۴۲، این آخرش است مایکل جکسون، رابینسون کروزوئه، الکترا و کتاب هنری اشاره نمود.